# Liste der Stolpersteine in Rogaland
Die Liste der Stolpersteine in Rogaland listet alle Stolpersteine in der norwegischen Provinz Rogaland auf. Stolpersteine erinnern an das Schicksal der Menschen, die von den Nationalsozialisten ermordet, deportiert, vertrieben oder in den Suizid getrieben wurden. Die Stolpersteine wurden vom Kölner Künstler Gunter Demnig konzipiert und werden im Regelfall von ihm selbst verlegt. Meistens liegen die Stolpersteine vor dem letzten selbstgewählten Wohnort des Opfers.

## Verlegte Stolpersteine

### Haugesund
In Haugesund liegen zwei Stolpersteine an zwei Verlegeorten.
| Stolperstein | Übersetzung                                                                                 | Verlegort        | Name, Leben |
| --- | ------------------------------------------------------------------------------------------- | ---------------- | --- |
| Bild gesucht Der Benutzer GeorgDerReisende ( Diskussion ) wünscht sich an dieser Stelle ein Bild vom Ort mit diesen Koordinaten 59.417069 5.269561 . Motiv: Stolperstein für Georg Rechenberg Falls du dabei helfen möchtest, erklärt die Anleitung , wie das geht. BW  | HIER WOHNTE GEORG RECHENBERG GEBOREN 1902 DEPORTIERT 1942 AUSCHWITZ DACHAU ÜBERLEBT         | Øvregata 197 ·   | Georg Rechenberg wurde am 7. November 1902 in München geboren. Seine Eltern waren Wolf Wilhelm Rechenberg und Rosa, geborene Holzapfel. Er wuchs in Wien auf, war gelernter Zahntechniker und Mitglied der SPÖ. Nach der Annexion Österreichs 1938 flüchtete er in die Tschechoslowakei. Eine norwegische Organisation wollte ihm die Flucht in die USA ermöglichen, er kam aber nach Oslo und schließlich nach Haugesund, wo er sich als Hilfsarbeiter niederließ. Nach der Besetzung Norwegens durch die Deutschen wurde er am 9. September 1940 auf Grund seines Status als politischer Flüchtling verhaftet und in Oslo inhaftiert. Er kam drei Monate später wieder frei. Er musste nach eigener Aussage als Dolmetscher für die Deutschen arbeiten, kam so an geheime Informationen, die er als Mitglied einer örtlichen Widerstandsgruppe an den Widerstand weitergab. Am 26. Oktober 1942 wurde er erneut verhaftet, diesmal, weil er jüdischer Abstammung war. Rechenberg kam in das Lager Berg. Am 26. November 1942 wurde er nach Oslo überstellt und am selben Tag von dort mit dem Frachter Donau zusammen mit 531 weiteren Menschen, die als jüdisch galten, nach Stettin gebracht. In Stettin wurden alle in Züge verladen und ins Vernichtungslager Auschwitz deportiert, wo 346 Menschen sofort vergast wurden. Georg Rechenberg musste Zwangsarbeit leisten, erst in Auschwitz, dann im KZ Dachau. Von 772 aus Norwegen Deportierten Juden überlebten 34 und kamen zurück, Georg Rechenberg war einer von ihnen. Er hatte einen "Hass auf die Christen" nach seiner Rückkehr, beschäftigte sich mit der Bibel und wurde selber gläubiger Christ, trat 1952 einer Glaubensgemeinschaft bei. Ab 1959 war er Gesandter der norwegischen Israel-Mission. Er predigte und erzählte auch über seine Zeit im Lager. 1969 beendete er auf Grund seines Gesundheitszustandes seine Arbeit. Georg Rechenberg starb am 1. Juli 1973 in Oslo. |
| Bild gesucht Der Benutzer GeorgDerReisende ( Diskussion ) wünscht sich an dieser Stelle ein Bild vom Ort mit diesen Koordinaten 59.413872 5.266862 . Motiv: Stolperstein für Moritz Rabinowitz Falls du dabei helfen möchtest, erklärt die Anleitung , wie das geht. BW | HIER WOHNTE MORITZ RABINOWITZ GEBOREN 1887 DEPORTIERT 1941 SACHSENHAUSEN ERMORDET 27.2.1942 | Strandgata 165 · | Moritz Rabinowitz, ursprünglich Moses, wurde am 20. September 1887 im polnischen Schtetl Rajgród geboren, als ältester von vier Kindern von Isak Levi Rabinowitz (1862-1916) und Chaia Rosa, geborene Eidenbom (geboren 1864). Er hatte einen Bruder, Herschel (geboren 1891), und zwei Schwestern, Etka und Fradlia. Im Jahr 1909 emigrierte er allein nach Norwegen. Dort lebten bereits zwei seiner Onkel, Julius und Isak Eidenbom, die ihm den Start in das Berufsleben erleichterten. Er fand eine Anstellung als Angestellter in der Hafenstadt Bergen. 1911 übernahm er ein kleines Café in Haugesund und ließ sich in der Stadt nieder. Danach eröffnete er auch einen kleinen Laden. Die Geschäfte liefen gut. 1914 kam auch sein Bruder nach Norwegen. Die Brüder heirateten zwei Schwestern, Johanna und Rosa Goldberg. Moritz und Johanna Rabinowitz bekamen 1918 eine Tochter, Edith. Moritz Rabinowitz etablierte sich als erfolgreicher Geschäftsmann. Er gründete eine Fabrik und mehrere Geschäfte im Südwesten Norwegens, die alle den Namen M. Rabinowitz trugen, baute schließlich auch ein Hotel auf. Die Familie erwarb ein Landhaus in der Nähe von Førdesfjorden, das Jødeland genannt wurde. Seine Firmen beschäftigten im Jahr 1940 mehr als 250 Mitarbeiter. Seine Ehefrau starb 1939. Im selben Jahr heiratete seine Tochter Hans Reichwald, der aus Österreich geflüchtet war. Im November 1940 kam sein Enkelsohn Harry zur Welt. Da er in zahlreichen öffentlichen Debatten und Leserbriefen vor dem Nationalsozialismus gewarnt hatte, stand er nach dem Überfall des NS-Regimes ganz oben auf der deutschen Verhaftungsliste. Er flüchtete aus Haugesund und konnte sich sechs Monate lang verstecken. Doch im Dezember 1940 wurde er auf der Insel Toftekalven vor Skånevik in Sunnhordland aufgespürt und festgenommen. Rabinowitz wurde im Gefängnis in Oslo inhaftiert und von dort in das Polizeihäftlingslager Grini überstellt. Im Mai 1941 wurde er nach Deutschland deportiert, in das KZ Sachsenhausen. Moritz Rabinowitz wurde dort am 27. Februar 1942 vom NS-Regime ermordet. Fast alle Familienmitglieder wurden in Auschwitz ermordet, sowohl Tochter, Schwiegersohn und Enkelkind als auch der Bruder und sein Onkel Julius. Die Stolpersteine für seine Tochter und deren Familie liegen in Skånevik, die für seinen Bruder und Onkel Julius in Bergen. In Haugesund wurde ein Denkmal für Moritz Rabinowitz errichtet. Es wurden mehrere Bücher über sein Leben geschrieben. Auch ein Dokumentarfilm wurde ihm gewidmet. Einzig überlebt hat sein Onkel Isak Eidenbom. Ärzte hatten ihm ein falsches Attest ausgeschrieben, dass er an Tuberkulose litte, er wurde in einem Sanatorium in Luster vor dem Zugriff der Nazis gerettet. Er verbrachte zwei Jahre dort. |

### Hå
In Hå wurde ein Stolperstein verlegt.
| Stolperstein | Übersetzung                                                                            | Verlegort                   | Name, Leben |
| --- | -------------------------------------------------------------------------------------- | --------------------------- | --- |
| Bild gesucht Der Benutzer GeorgDerReisende ( Diskussion ) wünscht sich an dieser Stelle ein Bild vom Ort mit diesen Koordinaten 58.517969 5.809569 . Motiv: Stolperstein für Ludvig Melzer Falls du dabei helfen möchtest, erklärt die Anleitung , wie das geht. BW | IN OGNA WOHNTE LUDVIG MELZER GEBOREN 1886 DEPORTIERT 1942 AUSCHWITZ ERMORDET 1.12.1942 | Sirevåg, · Kyrkjeberget 2 · | Ludvig Melzer wurde am 7. März 1886 in Saaz, heute Žatec in der Tschechischen Republik, geboren. Seine Eltern waren Karl Carl Melzer (geboren 1850) und Ottilie, geborene Engelmann (geboren 1864). Er hatte drei Geschwister, Sophie (geboren 1888), Antonie (geboren 1890) und Max (geboren 1894). Melzer studierte Chemieingenieurwesen und arbeitete danach als Manager in ausländischen Chemiefabriken. Von 1920 bis 1921 lebte und arbeitete er in Ogna, danach war er Betriebsleiter bei A/S Sjøtang, bis diese Firma in Konkurs ging. Melzer war unverheiratet und konfessionslos, was die Nationalsozialisten nicht daran hinderte, ihn wegen seiner Herkunft aus einer jüdischen Familie zu stigmatisieren. Im Mai 1939 flüchtete er nach Norwegen und wurde sogleich als Betriebsleiter bei A/S Ogna Fabrikker in Jæren angestellt. In Norwegen wähnte sich Ludwig Melzer sicher – bis zum überraschend deutschen Überfall am 9. April 1940. Er wurde am 26. Oktober 1942 in Egersund verhaftet und in das Lager Berg nahe Tønsberg überstellt. Einen Monat später, am 26. November 1942, wurden er und 531 weiteren Menschen, die als jüdisch galten mit dem Frachter Donau deportiert. Von dort aus wurde die Verschleppung in Viehwaggons in das Vernichtungslager Auschwitz fortgesetzt. Unmittelbar nach seiner Ankunft in Auschwitz am 1. Dezember 1942 wurde Ludwig Melzer in einer Gaskammer ermordet. Im Jahr 1942 wurden auch beide Schwestern vom NS-Regime ermordet, Sophie im lettischen Riga und Antonie in Weißrussland. Auch sein Schwager Friedrich Kraus und sein Neffe Robert Kraus (geboren 1920) wurden im Zuge der Shoah umgebracht. Sein Bruder konnte rechtzeitig mit Frau und Tochter flüchten. Er und seine Frau starben beide in den 1950er Jahren in Rio de Janeiro. Tone Aarrestad schrieb ein Buch über Ludvig Melzers Leben, Historia om Ludwig Melzer og livet hans på Ogna (History of Ludwig Melzer and his life on Ogna), erschienen bei Hå historielag. |

### Stavanger
In Stavanger, Verwaltungszentrum der Provinz Rogaland, wurden 14 Stolpersteine an sieben Adressen verlegt.
| Stolperstein | Übersetzung | Verlegort               | Name, Leben |
| --- | --- | ----------------------- | --- |
| Bild gesucht Der Benutzer GeorgDerReisende ( Diskussion ) wünscht sich an dieser Stelle ein Bild vom Ort mit diesen Koordinaten 58.970446 5.712221 . Motiv: Stolperstein für Karl Jacques Ajzenberg Falls du dabei helfen möchtest, erklärt die Anleitung , wie das geht. BW | HIER ARBEITETE KARL JACQUES AJZENBERG GEBOREN 1911 DEPORTIERT 1942 AUSCHWITZ-JAWORZNO ÜBERLEBT                           | Seehusens gate 45 ·     | Karl Jacques Ajzenberg, zeitweise auch Karl Jacques Jørstad Sandstøl, wurde am 3. Mai 1911 in Brest Litovsk, Polen, geboren. Seine Eltern waren Joseph Ajzenberg und Simone, geborene Scopp. Die Familie zog 1920, als staatenlose, nach Paris. Sein Vater baute eine Autowerkstatt auf, in der Ajzenberg ebenfalls arbeitete, bis er auf Grund fehlender Arbeits- und Aufenthaltserlaubnis Probleme mit dem Behörden bekam. Von da an lebte er an verschiedenen Orten und arbeitete in verschiedenen Berufen. So war er zum Beispiel Bauer, Musiker und Kellner. Da er fließend mehrere Sprachen sprach, Spanisch, Deutsch, Französisch, Hebräisch und weitere wie Russisch und Polnisch zumindest ein wenig beherrschte, erhielt er 1934 eine Stelle als Sprachlehrer an der Missionsschule in Stavanger. Einige Monate später, im Jahr 1935, leistete er in Stavanger seinen Militärdienst ab. 1940 wurde er wegen illegalen Aufenthaltes verhaftet und am 16. März 1842 mit einem Flugzeug nach Berlin gebracht. Einige Monate später wurde er von Berlin aus ins Vernichtungslager Auschwitz deportiert. Karl Aijzenberg wurde in das SS-Arbeitslager Neu-Dachs überstellt und dort im Januar 1945 befreit. Am 17. Juli 1948 erhielt er die norwegische Staatsbürgerschaft. Er starb als Karl Jacques Stanning 1983 in Oslo. |
| Bild gesucht Der Benutzer GeorgDerReisende ( Diskussion ) wünscht sich an dieser Stelle ein Bild vom Ort mit diesen Koordinaten 58.959449 5.734203 . Motiv: Stolpersteine für Familie Becker Falls du dabei helfen möchtest, erklärt die Anleitung , wie das geht. BW        | HIER WOHNTE ADA ABIGAEL BECKER GEBOREN 1922 DEPORTIERT 1943 AUSCHWITZ ERMORDET 3.3.1943                                  | Biskop Njålsgata 30 ·   | Ada Abigael Becker wurde am 20. Januar 1922 in Stavanger geboren. Ihre Eltern waren der aus Smolensk stammende Hille Elieser Becker (geboren 1885) und Judith Nina, geborene Zemechman (geboren 1888 in Leningrad). Sie hatte zwei Brüder, Israel Josef (geboren 1916 in Oslo) und Herman Hirsch (geboren 1920 in Stavanger). Sie absolvierte die Mittel- und die Handelsschule. Am 26. November 1942 wurde sie zusammen mit ihrer Mutter verhaftet. Drei Monate später, am 25. Februar 1943, wurde sie, zusammen mit ihrer Mutter, ihrer Schwägerin und ihrem Neffen mit dem Frachter Gotenland nach Stettin verschifft und von dort über Berlin in das Vernichtungslager Auschwitz deportiert. Ada Abigael Becker, ihre Mutter, ihre Schwägerin und ihr Neffe wurden am 3. März 1943, kurz nach der Ankunft des Transportes, in einer Gaskammer ermordet. Ihr Vater und ihr Bruder Israel wurden bereits am 26. November 1942 deportiert und haben die Shoah ebenfalls nicht überlebt. Ein Stolperstein in Bergen erinnert an das Schicksal dieses Bruders. Herman Hirsch Becker floh 1941 nach Großbritannien, meldete sich dort als Freiwilliger zur norwegischen Luftwaffe und wurde am 21. März 1945 bei Kampfhandlungen getötet. |
| Bild gesucht Der Benutzer GeorgDerReisende ( Diskussion ) wünscht sich an dieser Stelle ein Bild vom Ort mit diesen Koordinaten 58.972712 5.731253 . Motiv: Stolperstein für Herman Hirsch Becker Falls du dabei helfen möchtest, erklärt die Anleitung , wie das geht. BW   | HIER ARBEITETE HERMAN HIRSCH BECKER GEBOREN 1920 GEFLÜCHTET 1941 LUFTWAFFE GEFALLEN IM KAMPF 21.3.1945                   | Øvre Holmegate 7 ·      | Herman Hirsch Becker wurde am 30. Juli 1920 in Stavanger geboren. Seine Eltern waren der aus Smolensk stammende Hille Elieser Becker (geboren 1885) und Judith Nina, geborene Zemechman (geboren 1888 in Leningrad). Er hatte zwei Geschwister, Israel Josef (geboren 1916 in Oslo) und Ada Abigael (geboren 1922 in Stavanger). Er floh 1941 nach Großbritannien, dort meldete er sich freiwillig für die norwegische Luftwaffe, ab März 1943 war er im aktiven Dienst. Herman Hirsch Becker wurde am 21. März 1945 beim Angriff auf das Gestapo-Hauptquartier in Kopenhagen abgeschossen. Seine Eltern, seine Geschwister, seine Schwägerin und sein Neffe wurden alle in Auschwitz ermordet. Für seinen Bruder Israel Josef Hirsch wurden Stolpersteine in Bergen verlegt. |
| | HIER WOHNTE HILLE ELIESER BECKER GEBOREN 1885 DEPORTIERT 1942 AUSCHWITZ ERMORDET 1.12.1943                               | Biskop Njålsgata 30 ·   | Hille Elieser Becker wurde am 15. August 1885 in Smolensk, Russland, geboren. 1914 verlobte er sich mit der 1888 in Leningrad geborenen Judith Nina Zechman und ging nach Norwegen, wenige Monate später, 1915 folgte sie ihm nach Norwegen und sie heiratete. Kurze Zeit später, 1916, ließ sich das Paar in Stavanger nieder. Sie bekamen drei Kinder: Israel Josef (geboren 1916 in Oslo), Herman Hirsch (geboren 1920 in Stavanger) und die ebenfalls in Stavanger geborene Ada Abigael (geboren 1922). 1936 wurde der als Uhrmacher tätige Hille Elieser Becker eingebürgert. Er galt als ruhig, streng und gebildet. Am 26. Oktober 1942 wurde er in seinem Haus verhaftet und in das Arbeitslager Berg bei Tønsberg deportiert. Einen Monat später, am 26. November, wurde er mit dem Frachtschiff Donau nach Stettin überstellt und von dort in einem Viehwaggon nach Auschwitz deportiert. Hille Elieser Becker wurde dort kurz nach der Ankunft des Transportes, am 1. Dezember 1942, in einer Gaskammer ermordet. Seine Frau und seine Tochter wurden einen Monat nach ihm festgenommen, beide wurden 1943 zusammen mit seiner Schwiegertochter und seinem Enkelsohn ebenfalls nach Auschwitz deportiert und sofort vergast. Sein Sohn Israel Josef wurde am selben Tag wie er verhaftet und im Lager Berg inhaftiert und ebenfalls am selben Tag nach Auschwitz deportiert, auch er hat die Shoah nicht überlebt. Sein Sohn Herman Hirsch floh 1941 nach Großbritannien, meldete sich dort als Freiwilliger für die norwegische Luftwaffe und wurde bei Kampfhandlungen im März 1945 getötet. |
| | HIER WOHNTE JUDITH NINA BECKER GEB. ZEMECHMAN GEBOREN 1888 DEPORTIERT 1943 AUSCHWITZ ERMORDET 3.3.1943                   | Biskop Njålsgata 30 ·   | Judith Nina Becker, geborene Zemechman, wurde am 2. Januar 1888 in Leningrad, Russland geboren. Ihre Eltern waren David Zechmann (geboren 1860) und Abigael B. Sotenkova (geboren 1860). Sie verlobte sich 1914 mit dem 1888 in Smolensk geborenen Hille Elieser Becker und folgte ihm 1915 nach Norwegen, wo sie heirateten. Ihr erstes Kind, Josef Israel, wurde noch 1916 in Oslo geboren, danach ließ sich die kleine Familie in Stavanger nieder, wo zwei Kinder folgten, Herman Hirsch 1920 und Ada Abigael 1922. Sie arbeitete als Klavierlehrerin, war ausgebildete Masseuse und wurde von wohlhabenden Familien mit auf Reisen genommen. Sie galt als schön, elegant und temperamentvoll. Am 26. November 1942 wurden sie und ihre Tochter festgenommen, ihr Mann war bereits einen Monat zuvor verhaftet worden, am Tag ihrer Verhaftung wurde er nach Auschwitz deportiert. Am 25. Februar 1943, wurde sie, zusammen mit ihrer Tochter, ihrer Schwiegertochter und ihrem Enkelsohn mit dem Frachter Gotenland nach Stettin verschifft und von dort über Berlin in das Vernichtungslager Auschwitz deportiert. Judith Nina Becker und ihre mit ihr deportierten Familienmitglieder wurden am 3. März 1943, kurz nach der Ankunft des Transportes, in einer Gaskammer ermordet. Ihr Mann und ihr Sohn Israel Josef wurden ebenfalls in Auschwitz ermordet. Für letzteren und dessen Familie wurden Stolpersteine in Bergen verlegt. Ihr Sohn Herman Hirsch war 1941 nach Großbritannien geflüchtet, hatte sich dort der norwegischen Luftwaffe angeschlossen und war im März 1945 bei Kampfhandlungen getötet worden. |
| Bild gesucht Der Benutzer GeorgDerReisende ( Diskussion ) wünscht sich an dieser Stelle ein Bild vom Ort mit diesen Koordinaten 58.971788 5.735091 . Motiv: Stolpersteine für Familie Fein Falls du dabei helfen möchtest, erklärt die Anleitung , wie das geht. BW          | HIER ARBEITETE JULIUS FEIN GEBOREN 1885 DEPORTIERT 1942 AUSCHWITZ ERMORDET FEBRUAR 1943                                  | Østervåg 15 ·           | Julius Fein wurde am 15. Mai 1885 in Klikoln, Litauen geboren. Seine Eltern waren der Dachdecker Israel Fein und Miriam, geborene Gordong. Er hatte zumindest einen Bruder, Nathan. Im Jahr 1904 kam Julius Fein nach Norwegen, 1911 eröffnete er zusammen mit seinem Bruder in Stavanger ein Geschäft, den Berliner 15 øres Basar, später hieß es Feins Magasin A/S. Im Jahr 1917 lernte er auf einer Zugfahrt in Deutschland die 1892 in Mähren geborene Rösi Storch kennen. Das Paar heiratete und sie betrieb an derselben Adresse wie ihr Mann eine Agentur mit einer Filiale in Kristiansand. Da das Paar kinderlos blieb, adoptierten sie 1936 einen Neffen von Rösi Fein, den damals 23-jährigen Wilhelm Reichwald. Die Feins konnten auch Wilhelms Bruder überreden mit den Eltern von Wien nach Norwegen als Flüchtlinge zu kommen. Sie trafen 1938 ein. Julius Fein wurde das erste Mal im Sommer 1940 verhaftet und in Kristiansund inhaftiert. Er bekam Unterstützung von prominenten Bürgern der Stadt, die nach Kristiansand reisten und ihm auch einen Anwalt besorgten. Im Herbst kam er wieder frei. 1941 musste er das Geschäft aufgeben, einige Monate später, am 26. Oktober 1942, wurde Fein erneut verhaftet und kam ins Lager Berg. Von dort wurde er am 26. November 1942 mit dem Frachtschiff Donau nach Stettin überstellt und schließlich ins Vernichtungslager Auschwitz deportiert. Julius Fein wurde im Februar 1943 hier ermordet. Seine Frau wurde später deportiert, ebenfalls nach Auschwitz und auch ermordet. Sein Adoptivsohn war als Schneider in Oslo tätig. Als in der Firma jemand anrief, der nach ihm fragte, packte er seine Sachen und verschwand, wenig später traf die Gestapo ein. Ihm gelang in der Folge die Flucht nach Schweden. Laut einen Interview, war er der einzige Überlebende einer 47-köpfigen Familie. |
| | HIER ARBEITETE RÖSI FEIN GEB. STORCH GEBOREN 1892 DEPORTIERT 1943 AUSCHWITZ ERMORDET 3.3.1943                            | Østervåg 15 ·           | Rösi Fein, geborene Storch, wurde am 5. November 1892 in Myslik, Mähren (damals Österreich-Ungarn) geboren. Ihre Eltern waren Heinrich Storch und Josefine, geborene Fixel. Sie hatte eine ältere Schwester, Jeanette (geboren 1886). Rösi Storch beherrschte mehrere Sprachen, darunter Deutsch, Norwegisch und Hebräisch. Bei einer Bahnreise in Deutschland 1917 lernte sie Julius Fein (geboren 1885 in Litauen) kennen. Sie folgte ihm nach Stavanger und heirateten. Ihr Mann betrieb ein Geschäft in Stavanger, sie eine Agentur. Das Paar blieb kinderlos, 1934 adoptierte sie ihren 23-jährigen Neffen Wilhelm Reichwald. Die Feins überredeten Jeanette Reichwald und ihren Mann mit dem weiteren Sohn nach Norwegen zu flüchten, sie kamen 1938 ins Land. Rösi Fein wurde am 26. November 1942 verhaftet, einen Monat nach ihrem Mann, der genau an diesem Tag Richtung Auschwitz deportiert wurde. Sie wurde im Bredtveit-Gefängnis in Oslo inhaftiert. Am 25. Februar 1943 wurde sie mit dem Frachtschiff Gotenland nach Stettin überstellt und von dort in das Vernichtungslager Auschwitz deportiert. Rösi Fein wurde dort am Tag ihrer Ankunft, dem 3. März 1943, in einer der Gaskammern ermordet. Von ihrer Familie überlebte einzig ihr Neffe/Adoptivsohn Wilhelm Reichwald, der sich rechtzeitig in Sicherheit vor der drohenden Verhaftung bringen konnte und schließlich nach Schweden floh. |
| Bild gesucht Der Benutzer GeorgDerReisende ( Diskussion ) wünscht sich an dieser Stelle ein Bild vom Ort mit diesen Koordinaten 58.955429 5.70058 . Motiv: Stolperstein für Ruben Jehoda Fridmann Falls du dabei helfen möchtest, erklärt die Anleitung , wie das geht. BW   | HIER ARBEITETE RUBEN JEHODA FRIDMANN GEBOREN 1898 DEPORTIERT 1943 AN EINEN UNBEKANNTEN ORT DATUM DER ERMORDUNG UNBEKANNT | Henrik Ibsens gate 58 · | Ruben Jehoda Fridmann wurde am 15. April 1898 in Horten geboren. Seine Eltern waren der aus Riga stammende David Fridman und Marie, geborene Bernstein (geboren in Memel, Litauen). Er hatte vier Geschwister, Ruth (geboren um 1895), Benjamin Fritjof (geboren 1896), Esther (geboren 1900) und Haakon (geboren 1905). Sein Vater starb 1907. Im ersten Kriegsjahr arbeitete Fridman für die deutschen, bis diese seine jüdische Herkunft herausfanden und ihn entließen. Im April 1942 wurde er verhaftet und im Bredtveit-Gefängnis in Oslo inhaftiert und von dort in das als Konzentrationslager dienende Polizeihäftlingslager Grini überstellt. Ruben Jehoda Fridmann wurde 1943 nach Deutschland deportiert und an einem unbekannten Ort zu einer nicht bekannten Zeit ermordet. Seine Mutter starb 1940. Sein Bruder Benjamin Fritjof, seine Schwester Ruth Bergmann sowie ihre Familie wurden nach Auschwitz deportiert und dort ermordet. Stolpersteine in Oslo Gamle und Oslo-Grünerløkka erinnern an ihre Schicksals. Seine Schwester Esther war mit einem Nichtjuden verheiratet, war bis 1945 ebenfalls in Grini interniert und gelangte dann nach Schweden. |
| Bild gesucht Der Benutzer GeorgDerReisende ( Diskussion ) wünscht sich an dieser Stelle ein Bild vom Ort mit diesen Koordinaten 58.956701 5.747306 . Motiv: Stolpersteine für Familie Joseff Falls du dabei helfen möchtest, erklärt die Anleitung , wie das geht. BW        | HIER WOHNTE DAVID JOSEFF GEBOREN 1893 DEPORTIERT 1942 AUSCHWITZ ERMORDET 2.1.1943                                        | Solheimveien 3 ·        | David Joseff wurde am 23. April 1893 in Židikai, Litauen, geboren. Seine Eltern waren Herman Joseff (geboren 1876) und Fanny, geborene Pralgener (geboren 1874). David Joseff emigrierte 1908 nach Norwegen und heiratete 1915 Sofie Millamed, die ebenfalls aus Litauen stammte. Das Paar hatten drei Kinder, Hildur Sara (geboren 1916), Selma (geboren 1920) und Selmer Samuel (geboren 1922). David Joseff wurde 1921 norwegischer Staatsbürger. Im Mai 1940 kam die Familie nach Stavanger, wo Joseff als Betriebsleiter bei der A/S Vestlandske Gummivarefabrik arbeitete. Auch sein Sohn arbeitete in dieser Fabrik. Er und sein Sohn wurden am 26. Oktober 1942 verhaftet und im Lager Berg interniert. Einen Monat später wurden beide mit dem Frachter Donau deportiert. David Joseff wurde am 2. Januar 1943 in Auschwitz ermordet. Sein Sohn wurde ebenfalls im Januar, wahrscheinlich nach ihm, in Auschwitz ermordet. Seine Frau Sofie und seine Tochter Hildur wurden im Februar 1943 nach Auschwitz deportiert und ermordet. Selma, verheiratete Nilsen, war mit einem Nichtjuden verheiratet. Das Paar lebte getrennt, war aber nicht offiziell geschieden, Selma Nilsen wurde bis 1945 im Lager Grini interniert und kam dann nach Schweden. Sie überlebte die Shoah als einzige ihrer Familie. |
| | HIER WOHNTE HILDUR SARA JOSEFF GEBOREN 1916 DEPORTIERT 1943 AUSCHWITZ ERMORDET 3.3.1943                                  | Solheimveien 3 ·        | Hildur Sara Joseff wurde am 25. Januar 1916 geboren. Ihre Eltern, die aus Litauen stammten, waren David Joseff und Sofie, geborene Millamed. Sie hatte zwei jüngere Geschwister, Selma (geboren 1920) und Selmer Samuel (geboren 1922). Sie besuchte die Handelsschule. Im Mai 1940 kam die Familie nach Stavanger, wo sie als Verkäuferin in einem Plissee- und Stickereigeschäft arbeitete. Joseff wurde am 26. November 1942 verhaftet und in Oslo inhaftiert. Am 24. Februar 1943 wurde sie mit dem Frachter Gotenland nach Stettin überstellt und von dort nach Auschwitz deportiert. Hildur Sara Joseff wurde am Tag des Eintreffens des Transportes, am 3. März 1943, in einer der Gaskammern ermordet. Ihre Eltern und ihr Bruder wurden ebenfalls in Auschwitz ermordet, einzig ihre Schwester Selma überlebte. |
| | HIER WOHNTE SELMER SAMUEL JOSEFF GEBOREN 1922 DEPORTIERT 1942 AUSCHWITZ ERMORDET JANUAR 1943                             | Solheimveien 3 ·        | Selmer Samuel Joseff wurde am 13. November 1922 geboren. Er war das jüngste Kind von David Joseff und Sofie, geborene Millamed. Beide stammten aus Litauen. Selmer Samuel Josef hatte zwei ältere Schwestern, Hildur Sara (geboren 1916) und Selma (geboren 1920). Im Mai 1940 kam die Familie nach Stavanger. Joseff wurde Gummiarbeiter in der Firma, in der sein Vater Betriebsleiter war, A/S Vestlandske Gummivarefabrikk. Am 26. Oktober 1942 wurden er und sein Vater verhaftet und im Lager Berg interniert. Einen Monate später, am 26. November 1942, den Tag, an dem auch seine Mutter und seine Schwester Hildur verhaftet wurden, wurden beide mit dem Frachter Donau nach Stettin überstellt und von dort ins Vernichtungslager Auschwitz deportiert. Beide wurden zur Zwangsarbeit eingeteilt. Selmer Samuel Joseff wurde im Januar 1943 ermordet. Sein Vater wurde ebenfalls im Januar 1943 ermordet, wahrscheinlich noch vor ihm. Seine Mutter und seine Schwester wurden im März 1943 in Auschwitz vergast. Einzig seine Schwester Selma, verheiratete Nilsen, konnte überleben. |
| | HIER WOHNTE SOFIE JOSEFF GEB. MILLAMED GEBOREN 1892 DEPORTIERT 1943 AUSCHWITZ ERMORDET 3.3.1943                          | Solheimveien 3 ·        | Sofie Joseff, geborene Millamed, wurde am 1. September 1892 in Latzkova, Litauen geboren. Ihre Eltern waren Herman Millamed und dessen Frau Klara. 898 kam die Familie nach Norwegen. Im Jahr 1915 heiratete sie den ebenfalls aus Litauen stammenden David Joseff. Das Paar hatte drei Kinder, Hildur Sara (geboren 1916), Selma (geboren 1920) und Selmer Samuel (geboren 1922). Im Mai 1940 kam zug die Familie nach Stavanger, ihr Mann und ihr Sohn arbeitete in der örtlichen Gummiwarenfabrik. Am 26. November 1942 wurden Sofie Joseff und ihre Tochter verhaftet, an diesem Tag wurden ihr Mann und ihr Sohn die einen Monat zuvor verhaftet worden waren, bereits Richtung Auschwitz deportiert. Beide Frauen wurden bis Februar in Oslo inhaftiert. Am 25. Februar 1943 wurden Sofie Joseff und ihre Tochter mit dem Frachter Gotenland nach Stettin überstellt und von dort ins Vernichtungslager Auschwitz deportiert, wo sie am 3. März 1943, am Tag der Ankunft des Transportes, in einer Gaskammer ermordet. Ihr Mann und ihr Sohn waren im Januar 1943 in Auschwitz ermordet worden, einzig ihre Tochter Selma, verheiratete Nilsen, überlebte. Sie hatte einen Nichtjuden geheiratet, war bis 1946 im Lager Grini inhaftiert und kam von dort nach Schweden. |
| Bild gesucht Der Benutzer GeorgDerReisende ( Diskussion ) wünscht sich an dieser Stelle ein Bild vom Ort mit diesen Koordinaten 58.963062 5.750678 . Motiv: Stolpersteine für Familie Reichwald Falls du dabei helfen möchtest, erklärt die Anleitung , wie das geht. BW     | HIER WOHNTE JACOB REICHWALD GEBOREN 1887 DEPORTIERT 1942 AUSCHWITZ ERMORDET 1.12.1942                                    | Figgjogaten 11 ·        | Jacob Reichwald wurde am 13. Februar 1887 in Wien geboren. Er heiratete Jeanette Storch (geboren 1886), die aus Schlesien stammte. Das Paar hatte zwei Kinder, Wilhelm (geboren 1913) und Hans (geboren 1916). Seine Frau hatte eine Schwester, Rösi, die mit Julius Fein verheiratet war und in Norwegen lebte. Da die Feins kinderlos blieben und aus wohl aus rechtlichen Erwägungen, adoptierte das Paar 1936 den ältesten Sohn der Familie, Wilhelm Reichwald, der sich seit 1922 in Norwegen befand. Schwägerin und Schwager überzeugten auch die Eltern und den Bruder ihres Adoptivsohnes nach Norwegen zu flüchten, sie langten 1938 dort ein. Der jüngere Sohn, Hans, heiratete 1939 Edith Rabinowitz, Tochter von Moritz Rabinowitz, eines erfolgreichen Geschäftsmannes in Haugesund. Im Herbst 1940 wurde Jacob Reichwald Großvater, sein Sohn und dessen Frau bekamen einen Sohn, Harry. Dann kam die Invasion der Deutschen und all jene, die sich in Sicherheit gewähnt hatten, waren erneut unter Kontrolle des antisemitischen NS-Regimes. Am 26. Oktober 1942 wurde Jacob Reichwald festgenommen und im Lager Berg bei Tønsberg inhaftiert. Einen Monat später wurde er mit dem Frachtschiff Donau nach Stettin und von dort in das Vernichtungslager Auschwitz deportiert. Jacob Reichwald wurde unmittelbar nach der Ankunft des Transportes, am 1. Dezember 1942, in einer Gaskammer ermordet. Auch seine Frau, sein Sohn Hans, seine Schwiegertochter Edith und der zweijährige Enkel Harry wurden alle deportiert und in Auschwitz ermordet. Seinem Sohn Wilhelm gelang im Dezember 1942 die Flucht nach Schweden. |
| | HIER WOHNTE JEANETTE REICHWALD GEB. STORCH GEBOREN 1886 DEPORTIERT 1943 AUSCHWITZ ERMORDET 3.3.1943                      | Figgjogaten 11 ·        | Jeanette Reichwald, geborene Storch, wurde 1886 in Schlesien geboren. Ihre Eltern waren Heinrich Storch und Josefine, geborene Fixel. Sie hatte eine jüngere Schwester, Rösi (geboren 1892). Jeanette Reichwald war verheiratet mit dem aus Wien stammenden Jacob Reichwald. Das Paar hatte zwei Söhne, Wilhelm (geboren 1913) und Hans (geboren 1916). Ihre Schwester lebte seit ender der 1910er Jahre in Norwegen, 1922 ging ihr Sohn Wilhelm ebenfalls nach Norwegen. Im Jahr 1936 adoptierte ihre kinderlose Schwester und deren Mann Wilhelm Reichwald, auf Betreiben beider folgten auch Jeanette Reichwald mit Ehemann und Sohn, im Jahr 1938 kamen sie als Flüchtlinge in Norwegen an. Am 26. November 1942 wurde Reichmann verhaftet und ins Bredtveit-Gefängnis nach Oslo überstellt. Am 25. Februar 1943 wurde sie zusammen mit ihrer Schwiegertochter Edith und ihrem Enkel Harry mit dem Frachter Gotenland nach Stettin überstellt und von dort in das Vernichtungslager Auschwitz deportiert. Der Transport langte am 3. März 1943 in Auschwitz an. Jeanette Reichwald, ihre Schwiegertochter und ihr Enkel wurde kurz danach in einer Gaskammer ermordet. Ihr Mann Jacob und ihr Sohn Hans wurden beide am 26. November 1942 deportiert. Jacob wurde am 1. Dezember desselben Jahres in Auschwitz ermordet. Hans wurde zur Zwangsarbeit verschleppt und wurde im Januar 1945 ermordet. Einzig Wilhelm Reichwald gelang es durch schnelles Handeln und eine Flucht nach Schweden, zu überleben. Laut einem Interview war er der einzige Überlebende einer 47-köpfigen Familie. |

## Verlegedaten
- 18. August 2013: Stavanger
- 9. November 2013: Haugesund
- 13. Juni 2019: Hå[24]

Der Stolperstein für Georg Rechenberg in Haugesund wurde zwischen November 2020 und Januar 2021 Opfer von Vandalismus und vollständig zerstört.